# Fur d'Avilés
El Fur d'Avilés és l'estatut de dret municipal medieval de la ciutat d'Avilés escrit en asturlleonès, amb fortes intromissions occitanes, l'any 1155. Des del punt de vista lingüístic es tracta del primer document complex conegut escrit en asturià i durant molt de temps fou considerat el primer d'aquestes característiques escrit en romanç de la península Ibèrica, si bé al segle xix fou considerat una falsificació de finals del segle xiii i per això va perdre interès des del punt de vista de la història de la llengua.
Però en l'actualitat noves investigacions han permès reconsiderar la qüestió i a partir de la identificació de l'escrivà del document, Suarius, que apareix signant altres registres de mitjan segle xii amb la mateixa lletra. Es creu que el fur copia literalment una versió original dels furs d'Oviedo de 1145, actualment perduda.